# Sorbus paxiana
Sorbus paxiana är en rosväxtart som beskrevs av Javorka. Sorbus paxiana ingår i släktet oxlar, och familjen rosväxter. Inga underarter finns listade i Catalogue of Life.